# Naturschutzgebiet Deichvorland bei Grieth mit Kalflack
Koordinaten: 51° 49′ 9″ N, 6° 15′ 30″ O

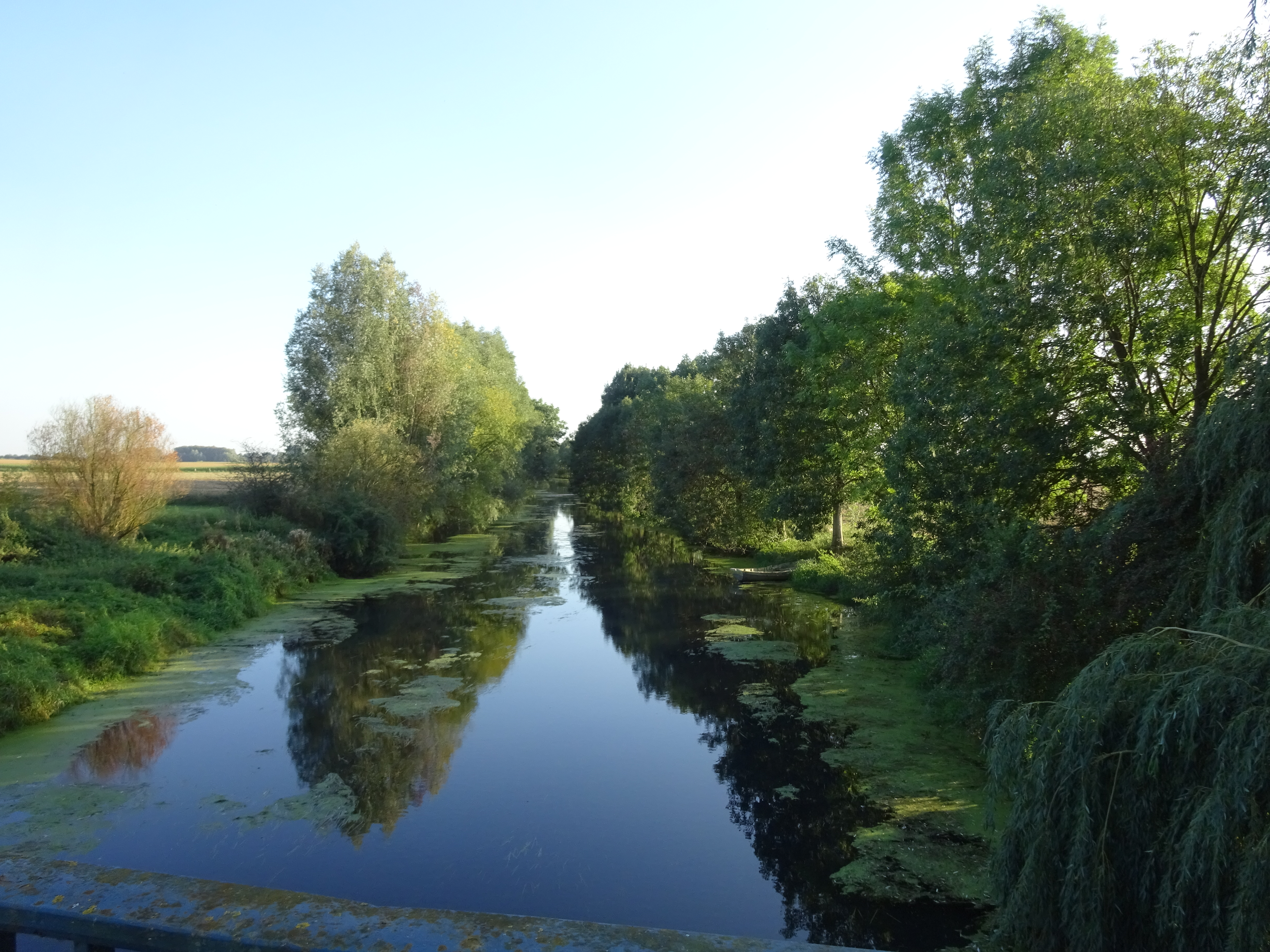
Naturschutzgebiet Deichvorland bei Grieth mit Kalflack (September 2016)

Das Naturschutzgebiet Deichvorland bei Grieth mit Kalflack liegt auf dem Gebiet der Städte Kalkar und Kleve und der Gemeinde Bedburg-Hau im Kreis Kleve in Nordrhein-Westfalen.
Das aus zwei Teilflächen bestehende Gebiet erstreckt sich nordöstlich der Kernstadt Kleve, nördlich der Kernortes Bedburg-Hau und nördlich der Kernstadt Kalkar entlang des nördlich fließenden Rheins. Durch das Gebiet hindurch verläuft die B 220 und fließt die Kalflack, ein Nebenfluss des Rheins.

## Bedeutung
Das 505 ha große Gebiet ist seit 1991 unter der Kenn-Nummer KLE-033 als Naturschutzgebiet ausgewiesen. 